# Культура самбийских курганов
Культура самбийских курганов, или западнобалтийских курганов, — балтийская археологическая культура раннего железного века (VI — I века до н. э.), располагавшаяся на территории Калининградской области, западной Литвы, восточной Польши, западной Белоруссии. Генетически связана с жуцевской культурой. Эволюционирует в западнобалтскую культуру.

## Исследователи
Культуру исследовали: Л. Акулич, Е. Акулич, Я. Яскнис, М. Хофман (в Польше), П. Куликовскас, Е Григалавичене (в Литве), В. А. Шукевич, А. М. Медведев в Белоруссии.

## Погребения
Умерших кремировали, помещали в керамические урны и хоронили в насыпных курганах.